# Ambrosiodmus lewisi
Ambrosiodmus lewisi – gatunek chrząszcza z rodziny ryjkowcowatych i podrodziny kornikowatych.
Gatunek ten opisany został w 1894 roku przez W.F.H. Blandforda jako Xyleborus lewisi.
Samica ma ciało długości od 3,6 do 4 mm, ubarwione bardzo ciemnobrązowo. W częściach opadających pokryw guzki na drugim międzyrzędzie co najmniej tak duże jak na pierwszym lub trzecim. W części dyskowej pokryw punkty na międzyrzędach gładkie do lekko ziarenkowanych, ułożone w po dwa nieregularne rzędy.
Ryjkowiec azjatycki, zawleczony do Ameryki Północnej, skąd został podany jednokrotnie z południowo-wschodniej Pensylwanii w 1991 roku.